# Илл
Илл (лат. Illus; казнён в 488) — полководец Восточной Римской империи, игравший важную роль во время правления императоров Зенона и Василиска.
Илл поддержал выступление Василиска против Зенона, затем, напротив, способствовал возвращению Зенона (475—476). В дальнейшем служил Зенону, разбил претендента на трон Маркиана, но из-за сложных отношений со вдовствующей императрицей Вериной поддержал выступление Леонтия, однако потерпел поражение и был убит.

## Биография

### Происхождение
Илл был исавром, время и место его рождения неизвестны; у него был брат Трокунд. При императоре Льве I занимал различные должности, и по-видимому был другом Зенона ещё до возвышения последнего. Иоанн Малала приводит версию, что Илл был дядей Зенона, однако других подтверждений она не имеет.

### При Василиске
Василиск, брат императрицы Верины (вдовы Льва I) изгнал Зенона из Константинополя в 475 году и отправил армию под командованием Илла и Трокунда в Исаврию, где укрылся Зенон. В июле 476 братья нанесли поражение Зенону и осадили его на холме, носившем ироническое название «Константинополь».
Во время этой осады Илл и Трокунд успели серьёзно поссориться с Василиском. В частности, Илл был недоволен расправами над исаврами, оставшимися в столице после бегства Зенона. Подарками и обещаниями Зенон привлёк их на свою сторону, кроме того, Илл и Трокунд захватили в плен Лонгина, брата Зенона, и рассчитывали таким образом оказывать влияние на императора. Объединившись с Зеноном, они двинулись на Константинополь. В битве при Никее они разбили армию Василиска под командованием Армата. Сам Василиск, оставленный своими сторонниками, был низложен и приговорён к смерти в 477 году.

### Отношения с императорским домом
В 477 году Илл стал магистром оффиций, а в 478 году — консулом. Однако Зенон, недовольный влиянием и популярностью Илла, стал относиться к нему с подозрением. Верина также была его врагом и даже устроила покушение на его жизнь, совершённое дворцовым рабом. Илл был ранен, но уцелел.
О недоверии к Иллу со стороны Зенона свидетельствует и тот факт, что Илл был отстранён от командования армией, направляемой против Теодориха Страбона. Вместо него командующим был назначен Мартиниан, что вызвало волнения в войсках.
Рост враждебности со стороны императорского дома вынудил Илла покинуть столицу и удалиться в Исаврию. Воспользовавшись этим, Зенон и Верина изгнали из столицы друга и сторонника Илла Пампрепия. Уроженец Фив, убеждённый язычник, поэт и предсказатель Пампрерий был ненавистен Зенону и Верине. Они изгнали его, обвинив в попытке предсказывать будущее, благоприятное Иллу и неблагоприятное императору. Однако Илл принял изгнанника в своём доме.
Впрочем, добровольное изгнание Илла не было долгим. Опасность исходившая от объединившихся готов и возможные волнения городского плебса вынудили Зенона пойти на примирение с влиятельным и популярным полководцем. Их встреча произошла в 50 милях от Халкидона. В результате договорённостей Верина была изгнана из столицы и заключена в крепость Тарс, а Пампрепий получил должность квестора.

### Мятеж Маркиана
В 479 году он разгромил мятеж Маркиана (внука императора Маркиана и сына Антемия, императора Западной Империи). Маркиан был женат на Леонтии, дочери Льва I и Верины и сестре Ариадны, жены Зенона. Его мятеж произошёл в Константинополе. При поддержке народа он разбил войска Зенона и осадил его во дворце.
Вначале Илл колебался, раздумывая на чью сторону встать, но в конце концов решил поддержать Зенона. Приведённые им войска разбили отряды Маркиана, а самого Маркиана взяли в плен. Впоследствии Маркиан был пострижен в монахи и заключён в монастыре в Исаврии.
Трокунд, брат Илла, был избран консулом в 482 году, а сам Илл получил достоинство патриция.

### Выступление Леонтия и смерть
В середине 482 года произошло новое покушение на Илла. На этот раз его инспирировала Ариадна, супруга Зенона и дочь Верины. Ариадна пыталась добиться от Илла освобождения матери, но он не только не удовлетворил её просьбы, но и обвинил в стремлении избавиться от Зенона и посадить на престол нового императора. В ответ на это и было организовано покушение. Император приказал казнить покушавшегося, но отказался наказать Ариадну.
После этих событий Илл вместе с Пампрепием покинул столицу, отправившись на восток, где он командовал армией, находясь в должности военного магистра Востока. Здесь к нему присоединились его брат Трокунд и патриций Леонтий. В 483 году, собрав войска, они выступили против Зенона. Илл провозгласил императором Леонтия, разбил армию Зенона у Антиохии, привлёк на свою сторону исавров, освободил из заключения Верину и убедил её короновать Леонтия, что придало тому легитимность, а также разослать письма военачальникам и чиновникам в Антиохию, Египет и восточные провинции с приказом присоединиться к Иллу. После этого он отправил Верину обратно в тюрьму, где она вскоре умерла.
В 485 году Зенон отправил против повстанцев новую армию под командованием Иоанна Скифа и Теодориха Великого, который в то время был консулом. Впрочем, Теодорих вскоре был отозван обратно, Иоанн же разбил повстанцев при Селевкии (какой именно из городов, носивших это название был местом битвы — неизвестно) и осадил их в крепости Папурии. Трокунд пытался выбраться из крепости, чтобы собрать отряды для прорыва осады, но был схвачен и казнён. Илл и Леонтий не знали об этом и, вдохновляемые предсказаниями Пампрепия, обещавшего им победу, держались в крепости три года. Затем, узнав наконец о смерти Трокунда, Илл казнил Пампрепия, а вскоре крепость пала благодаря предательству. Илл и Леонтий были обезглавлены (488 год), а их головы отправлены императору.